# Jacotella reticulata
Jacotella reticulata är en kvalsterart som beskrevs av Ruiz, Kahwash och Subías 1990. Jacotella reticulata ingår i släktet Jacotella och familjen Gymnodamaeidae. Inga underarter finns listade i Catalogue of Life.